# Зайцева, Анна Леонидовна
Анна Леонидовна Зайцева (род. 9 октября 1999 года) — российская профессиональная баскетболистка, играет на позиции лёгкого форварда за баскетбольный клуб «Самара» (с 2021 года). Бронзовый призёр Кубка России 2024 года в составе «Самары».

## Карьера

### Клубная
Родилась 9 октября 1999 года в Санкт-Петербурге, где и начала заниматься баскетболом.
С 2015 по 2017 годы выступала за юношескую и основную команды московского «Динамо».
В 2017 году стала игроком «Ростов-Дон-ЮФУ». В этом клубе выступала до 2021 года.
С 2021 года игрок БК «Самара».

### Сборная
Приглашалась в различные молодёжные сборные страны для участия в международных соревнованиях. Участница чемпионатов Европы U18 (2017 год) и U20 (2018 и 2019 годы). Серебряный призер чемпионата Европы U20 (2019 года).
Играла в составе первой национальной сборной России.

## Достижения
Клубы и Сборная
- Чемпион Суперлиги-1 (2018, 2019, 2020, 2021).
- MVP Суперлиги-1 (2019, 2020, 2021).
- Серебряный призер чемпионата Европы U20 (2019).
- Бронзовый призер Кубка России (2024), включена в символическую пятерку турнира.